# Kraj (Dicmo)
Kraj je naseljeno mjesto i središte općine Dicmo u Splitsko-dalmatinskoj županiji. Sastoji se od zaseoka Brda, Grubuša Velika, Kraj Osoje, Kraj Sušci i Križice. U mjestu se nalazi i župna crkva župe Dicmo Donje posvećena svetom Jakovu Apostolu i svetoj Ani, sagrađena u novoromaničkom stilu 1934. godine. Stara župna crkva nalazi se na groblju, a sagrađena je prije 1709.
U Kraju se nalazi osnovna škola Ante Starčevića.
Prema popisu stanovništva Republike Hrvatske iz 2011. godine, naselje Kraj ima 514 stanovnika.

## Prezimena
Prema austrijskom zemljišniku provedenom 21. ožujka 1833. za katastarsku općinu Kraj, sljedeće obitelji živjele su na tom području: Baglići, Brkići, Ćapete, Ćatipovići, Dragunići, Gabrilo, Kokani, Mršići, Naerlovići, Pivići, Serdarevići i Zečevići.

## Stanovništvo
| broj stanovnika | 156   | 408   | 367   | 444   | 489   | 244   | 480   | 598   | 234   | 242   | 290   | 323   | 363   | 426   | 442   | 514   | 689   |
|                 | 1857. | 1869. | 1880. | 1890. | 1900. | 1910. | 1921. | 1931. | 1948. | 1953. | 1961. | 1971. | 1981. | 1991. | 2001. | 2011. | 2021. |